# Anita Ekberg
Anita Ekberg   (Malmö, 29 de setembre de 1931 - Rocca di Papa, 11 de gener de 2015) va ser una actriu i model italiana, sueca de naixement. És coneguda principalment pel seu paper com a Sylvia en la pel·lícula francoitaliana La dolce vita (1960), en la qual es veu una escena de l'actriu fent-se un bany nocturn a la Fontana de Trevi amb Marcello Rubini (interpretat per Marcello Mastroianni).

## Biografia
Va néixer amb el nom de Kerstin Anita Marianne Ekberg. De jove fou Miss Suècia i es va presentar al concurs de Miss Univers el 1950. Es va fer famosa principalment per dos papers a dues pel·lícules, el de Silvia a La Dolce Vita de Federico Fellini (1960) i el de la comtessa Rostov a Guerra i Pau, de King Vidor. Treballà amb Henry Fonda el 1956. Durant la seva vida va tenir relacions sentimentals amb grans actors com Tyrone Power, Marcello Mastroianni, Errol Flynn, Frank Sinatra, Gianni Agnelli (de la Fiat-Italia), etc. Anita Eckberg es casà dues vegades, primer amb l'actor britànic Anthony Steel (1956 i 1959) i després amb l'actor Rick van Nutter (1963 i 1975). La seva darrera aparició cinematogràfica va ser en el film Bámbola, de Bigas Luna, el 1996, on feia de mare de la protagonista, interpretada per Valeria Marini. Els darrers anys va viure a Roma (Itàlia), ciutat de la qual s'havia enamorat durant el rodatge de La Dolce Vita el 1960. Sovint viatjava a Suècia. Es jubilà del món artístic l'any 2002.

## Filmografia parcial
- The Golden Blade (1953)
- Carreró sagnant (Blood Alley) (1955)
- Artists and Models de Frank Tashlin (1955)
- Guerra i pau (War and Peace), de King Vidor (1956)
- Hollywood o res (Hollywood or Bust), de Frank Tashlin (1956)
- Zarak, de Terence Young (1957)
- Vacances a París (Paris Holiday) (1958)
- Conflicte íntim (The Man Inside) (1958)
- La dolce vita, de Federico Fellini (1960), amb Marcello Mastroianni. Fou el paper que la catapultà a la fama, gràcies al seu bany nocturn a la Fontana de Trevi.
- Quatre tipus de Texas (Four for Texas) de Robert Aldrich (1963)
- Boccaccio 70 amb Sofia Loren (1962)
- Call Me Bwana de Gordon Douglas (1963)
- The Alphabet Murders (1965)* The Alphabet Murders (1965)
- Sette volte donna (1967) amb Shirley MacLaine
- Si avui és dimarts, això és Bèlgica (If It's Tuesday, This Must Be Belgium) (1969)
- I clowns de Federico Fellini (1970)
- Bámbola de Bigas Luna (1996)

## Premis
- Premi Globus d'Or a la millor actriu revelació. 1956
- Premi Capri Legeng Award - A la trajectòria filmogràfica. 2003

## Altres treballs
A més de ser actriu, també va fer de model i va posar per a la revista Playboy.